# Parafia greckokatolicka św. Kosmy i Damiana w Krempnej
Parafia Greckokatolicka św. Kosmy i Damiana w Krempnej – parafia greckokatolicka w Krempnej, w dekanacie sanockim archieparchii przemysko-warszawskiej. Została reaktywowana w 1991 roku. Terytorialnie obejmuje miejscowość Krempna.